# Night & Day
Night & Day é o terceiro álbum de estúdio da banda pop britânica The Vamps. É dividido em duas partes: A primeira, Night Edition, foi lançada em 14 de julho de 2017 e a segunda, Day Edition, foi lançada em 13 de julho de 2018.

## Antecedentes
Em 28 de abril de 2017, durante o primeiro show da Middle Of The Night Tour em Sheffield, The Vamps anunciou que seu terceiro álbum de estúdio se chamaria Night & Day, através de um vídeo no telão e panfletos, que explicavam que o álbum seria dividido entre Night Edition, que seria lançada em 14 de julho de 2017, e Day Edition, que seria lançada em dezembro de 2017, além de anunciar as versões especiais dos integrantes. Horas mais tarde, o baixista da banda, Connor Ball, anunciou a data da Night Edition em seu Twitter. e em 3 de maio de 2017, The Vamps enviou o vídeo do telão da turnê às suas redes sociais.
Em 25 de maio de 2017, foram anunciadas as datas da turnê de showcases acústicos que acontecerão em julho, dias antes do lançamento. Logo mais, a turnê foi intitulada como Night & Day Up Close and Personal Tour.
Em outubro de 2017, durante uma sessão de perguntas no Twitter, o empresário da banda, Joe O'Neill, respondeu uma fã dizendo que a Day Edition foi adiada para a primavera do hemisfério norte em 2018.<

## Singles

### Night Edition
- "All Night" foi lançada como o primeiro single do álbum em 14 de outubro de 2016. Atingiu a 24ª posição no UK Singles Chart e conquistou disco de ouro no país, sendo o segundo single da banda a conseguir tal feito. Também se tornou o single da banda com mais entradas em tabelas musicais no mundo e com mais certificações.[8]
- "Middle of the Night" foi lançada como o segundo single do álbum em 28 de abril de 2017.[9] A canção estreou na 44ª posição no UK Singles Chart e na 8ª posição do NZ Heatseekers Chart.
- "Shades On" em a versao britanica do Ralph Breaks the Internet Wreck-It Ralph 2 em Vanellope vai para oh my disney a procura de um clique de pessoas na destruicao de videos Ralph.

## Formatos lançados

### Night Edition
Download digital - Edição padrão
- 8 faixas

Download digital - Edição deluxe
- 10 faixas
- DVD Wake Up World Tour - Live From The O2

Bundle - Exclusivo do site oficial da banda (apenas para o Reino Unido)
- CD - (10 faixas da edição deluxe, com o encarte de trás contendo a foto de Brad Simpson) + DVD Wake Up World Tour - Live at O2 Arena
- CD2 - Edição de James McVey (8 faixas da edição padrão + 2 faixas exclusivas dessa versão)
- CD3 - Edição de Connor Ball (8 faixas da edição padrão + 2 faixas exclusivas dessa versão)
- CD4 - Edição de Tristan Evans (8 faixas da edição padrão + 2 faixas exclusivas dessa versão)
- 4 pôsteres, um para cada integrante
- Código de pré-venda para a Night & Day Up Close And Personal Tour

### Day Edition
'Download digital - Edição padrão
- 18 faixas

'Download digital e CD
- 20 faixas
- DVD Middle Of The Night Tour - Live from the O2

'Bundle - Exclusivo do site da banda
- CD + DVD (20 faixas + DVD Middle of the Night Tour - Live from the O2)
- CD2 - Edição de Brad Simpson (18 faixas, sendo três delas exclusivas dessa edição)
- CD3 - Edição de James McVey (18 faixas, sendo três delas exclusivas dessa edição)
- CD4 - Edição de Connor Ball (18 faixas, sendo três delas exclusivas dessa edição)
- CD5 - Edição de Tristan Evans (18 faixas, sendo três delas exclusivas dessa edição)
- 4 pôsteres, um de cada integrante
- Código de pré-venda para a Four Corners Tour

## Lista de faixas

### Night Edition
| Edição padrão - digital |                                              | |                                          |         |  |
| N.º                     | Título                                       | Compositor(es) | Produtor(es)                             | Duração |  |
| 1.                      | "Middle of the Night" (com Martin Jensen)    | Ed Drewett, Matt Ravosevich, Chris Warren, Steve James, Anders Christiansen                                                                             | Ravosevich, Warren, James, Martin Jensen | 2:56    |  |
| 2.                      | "All Night" (com Matoma)                     | Brad Simpson, James McVey, Connor Ball, Tristan Evans, Justin Franks, Danny Majic, John Mitchell                                                        | Frank E, Evans                           | 3:17    |  |
| 3.                      | "Hands" (com Mike Perry e Sabrina Carpenter) | Ball, Evans, McVey, Simpson, Mike Perry, Rick Parkhouse, George Tizzard, Rachel Furner, Samuel Preston, Mikael Persson, Dimitri Vangelis, Andreas Wiman | Perry                                    | 2:46    |  |
| 4.                      | "Same To You"                                | McVey, Simpson, Svante Halldin, Jakob Hazell |                                          | 3:35    |  |
| 5.                      | "Paper Hearts"                               | Ball, Evans, McVey, Simpson, Phil Shaouy, Jacob Kasher, Justin Tranter                                                                                  |                                          | 3:30    |  |
| 6.                      | "Shades On"                                  | Ball, Evans, McVey, Simpson, Will Simms, Danny Shah | Will Simms                               | 3:06    |  |
| 7.                      | "It's A Lie" (com participação de TINI)      | Ball, Evans, McVey, Simpson |                                          | 3:14    |  |
| 8.                      | "Stay"                                       | Ball, Evans, McVey, Simpson, Franks, Majic |                                          | 3:11    |  |

| Faixas bônus da edição deluxe e de Brad Simpson - digital e CD |            |                                          |              |         |  |
| N.º                                                            | Título     | Compositor(es)                           | Produtor(es) | Duração |  |
| 9.                                                             | "My Place" | Ball, Evans, McVey, Simpson, Joe O'Neill |              | 3:33    |  |
| 10.                                                            | "Sad Song" | Ball, Evans, McVey, Simpson, Simms, Shah | Simms        | 3:18    |  |

| Edição de James McVey (faixas exclusivas) - CD |                                                          |              |         |  |
| N.º                                            | Título                                                   | Produtor(es) | Duração |  |
| 9.                                             | "I Love Loving You" (com participação de Joe Don Rooney) |              | 3:21    |  |
| 10.                                            | "Higher"                                                 |              | 4:25    |  |

| Edição de Connor Ball (faixas exclusivas) - CD |                                                                  |              |         |  |
| N.º                                            | Título                                                           | Produtor(es) | Duração |  |
| 9.                                             | "On My Way"                                                      |              | 3:03    |  |
| 10.                                            | "Middle of the Night (versão rock)" (com participação de SAINTE) | Ball         | 2:59    |  |

| Edição de Tristan Evans (faixas exclusivas) - CD |                                                         |              |         |  |
| N.º                                              | Título                                                  | Produtor(es) | Duração |  |
| 9.                                               | "Come Grind With Me"                                    |              | 3:23    |  |
| 10.                                              | "All Around The World" (com participação de Will Simms) | Simms        | 3:26    |  |

| DVD Wake Up World Tour - Live From The O2 (Edição digital) |                                                      |         |  |
| N.º                                                        | Título                                               | Duração |  |
| 1.                                                         | "Rest Your Love"                                     | 4:21    |  |
| 2.                                                         | "Cheater"                                            | 3:18    |  |
| 3.                                                         | "Somebody to You"                                    | 3:28    |  |
| 4.                                                         | "Wild Heart"                                         | 3:50    |  |
| 5.                                                         | "Windmills"                                          | 2:58    |  |
| 6.                                                         | "Written Off"                                        | 1:47    |  |
| 7.                                                         | "Risk It All"                                        | 2:14    |  |
| 8.                                                         | "Stay"                                               | 2:58    |  |
| 9.                                                         | "I Found A Girl" (com participação de Conor Maynard) | 3:25    |  |
| 10.                                                        | "Volcano"                                            | 4:45    |  |
| 11.                                                        | "Oh Cecilia (Breaking My Heart)" (com New Hope Club) | 5:02    |  |
| 12.                                                        | "Last Night"                                         | 4:48    |  |
| 13.                                                        | "Can We Dance"                                       | 5:17    |  |
| 14.                                                        | "Stolen Moments"                                     | 6:40    |  |
| 15.                                                        | "Wake Up"                                            | 6:03    |  |

### Day Edition
| Night & Day (Day Edition) – Padrão |                                                                                           | |                                                          |         |  |
| N.º                                | Título                                                                                    | Compositor(es) | Produtor(es)                                             | Duração |  |
| 1.                                 | "Just My Type"                                                                            | Ball Evans McVey Simpson Alexander James Iain Farquharson James Abrahart Philip Plested Jacob Manson Tobias Tripp Dale Anthoni                                                                   | Manson                                                   | 3:31    |  |
| 2.                                 | "Hair Too Long"                                                                           | Ball Evans McVey Simpson | Jordan Riley                                             | 3:26    |  |
| 3.                                 | "Talk Later"                                                                              | Ball Evans McVey Simpson Richard Boardman Pablo Bowman Sarah Blanchard Manson [ 15 ] | Manson Simpson                                           | 3:01    |  |
| 4.                                 | "Too Good to Be True" (colaboração com Danny Avila com participação de Machine Gun Kelly) | Bryn Christopher Tizzard Parkhouse Plested Colson Baker | Red Triangle                                             | 3:32    |  |
| 5.                                 | "For You"                                                                                 | Ball Evans McVey Simpson [ 16 ] | Simpson                                                  | 3:15    |  |
| 6.                                 | "What Your Father Says"                                                                   | Ball Evans McVey Simpson Benjamin Berger Ryan McMahon Ryan Rabin [ 17 ] | Captain Cuts                                             | 3:24    |  |
| 7.                                 | "Cheap Wine" (com Kris Kross Amsterdam)                                                   | Ball Evans McVey Simpson Jordy Huisman Sander Huisman Diederik van Elsas Parrish Warrington Joren van der Voort Kiberley Anne Sutherland Michael Aljadeff Yannis Constantinou Adrian Roye [ 18 ] | Trackside Kris Kross Amsterdam van der Voort             | 3:00    |  |
| 8.                                 | "Personal" (com participação de Maggie Lindermann)                                        | Ball Evans McVey Simpson Nicholas Gale Preston Tizzard Parkhouse Furner | Red Triangle Digital Farm Animals [b] Sean Meier [b]     |         |  |
| 9.                                 | "Time Is Not on Our Side"                                                                 | Oscar Gorres Oscar Holter Sean Douglas | OzGo Holter                                              | 4:01    |  |
| 10.                                | "Pictures of Us"                                                                          | Alexandra Hughes Hazell Halldin Ammar Malik Hindlin Shaouy | Jack & Coke                                              | 3:38    |  |
| 11.                                | "Middle of the Night" (com Martin Jensen)                                                 | Wallace Radosevich Christiansen Drewett S. James Jensen Philibin | Rad S. James [a] Wallace [b] Jensen [b] Christiansen [b] | 2:54    |  |
| 12.                                | "All Night" (com Matoma)                                                                  | Ball Evans McVey Simpson Ball Evans Franks Majic Mitchell | DJ Frank E Majic Matoma                                  | 3:17    |  |
| 13.                                | "Hands" (com Mike Perry e Sabrina Carpenter)                                              | Ball Evans McVey Simpson Perry Preston Parkhouse Tizzard Furner Persson Vangelis Wiman | Red Triangle Persson Vangelis Wiman                      | 2:47    |  |
| 14.                                | "Same to You"                                                                             | Ball Evans McVey Simpson Halldin Hazell | Jack & Coke                                              | 3:34    |  |
| 15.                                | "Paper Hearts"                                                                            | Ball Evans McVey Simpson Hindlin Tranter Shaouy | Jack & Coke Andrew Bolooki [a]                           | 3:29    |  |
| 16.                                | "Shades On"                                                                               | Ball Evans McVey Simpson Simms Shah | Rad Simms [a]                                            | 3:06    |  |
| 17.                                | "It's a Lie" (com participação de TINI)                                                   | Ball Evans McVey Simpson | Simpson                                                  | 3:13    |  |
| 18.                                | "Stay"                                                                                    | | The Vamps DJ Frank E Majic Simpson [a]                   |         |  |

| Night & Day (Day Edition) – DVD: Middle of the Night Tour – Live from the O2 |                                            |         |  |
| N.º                                                                          | Título                                     | Duração |  |
| 1.                                                                           | "Intro"                                    |         |  |
| 2.                                                                           | "Wake Up"                                  |         |  |
| 3.                                                                           | "Wild Heart"                               |         |  |
| 4.                                                                           | "Hands" (com Sabrina Carpenter)            |         |  |
| 5.                                                                           | "Somebody to You" (with Sabrina Carpenter) |         |  |
| 6.                                                                           | "Platinum Album Presentation"              |         |  |
| 7.                                                                           | "Paper Hearts"                             |         |  |
| 8.                                                                           | "Oh Cecilia (Breaking My Heart)"           |         |  |
| 9.                                                                           | "Shades On"                                |         |  |
| 10.                                                                          | "Time Is Not on Our Side"                  |         |  |
| 11.                                                                          | "Middle of the Night"                      |         |  |
| 12.                                                                          | "Risk It All"                              |         |  |
| 13.                                                                          | "Last Night"                               |         |  |
| 14.                                                                          | "Can We Dance"                             |         |  |
| 15.                                                                          | "Rest Your Love"                           |         |  |
| 16.                                                                          | "All Night"                                |         |  |
| 17.                                                                          | "End Credits"                              |         |  |

| "Night & Day (Day Edition)" – Brad Edition (faixas exclusivas) |                     |         |  |
| N.º                                                            | Título              | Duração |  |
| 8.                                                             | "If I Was Your Man" |         |  |
| 9.                                                             | "Kiss"              |         |  |
| 10.                                                            | "Sometimes"         |         |  |

| "Night & Day (Day Edition)" – James Edition (faixas exclusivas) |                                                  |                   |         |  |
| N.º                                                             | Título                                           | Compositor(es)    | Duração |  |
| 8.                                                              | "On Your Mind"                                   |                   |         |  |
| 9.                                                              | "Stumble Home" (com participação de Lindsay Ell) | McVey Lindsay Ell |         |  |
| 10.                                                             | "Tequila"                                        |                   |         |  |

| "Night & Day (Day Edition)" – Connor Edition (faixas exclusivas) |                |         |  |
| N.º                                                              | Título         | Duração |  |
| 8.                                                               | "Black & Blue" |         |  |
| 9.                                                               | "Naked"        |         |  |
| 10.                                                              | "Shivers"      |         |  |

| "Night & Day (Day Edition)" – Tristan Edition (faixas exclusivas) |                                             |                                                                |         |  |
| N.º                                                               | Título                                      | Compositor(es)                                                 | Duração |  |
| 8.                                                                | "My Life" (com New Hope Club)               |                                                                |         |  |
| 9.                                                                | "Juicy Fruit" (com participação de Silentó) |                                                                |         |  |
| 10.                                                               | "Sometimes It Rains In LA"                  | Nathan Cunningham Nick Hodgson Joe O'Neill Marc Sibley Simpson |         |  |

| Night & Day (Day Edition) – Faixas extras da versão física japonesa |                            |              |         |  |
| N.º                                                                 | Título                     | Produtor(es) | Duração |  |
| 19.                                                                 | "If I Was Your Man"        |              |         |  |
| 20.                                                                 | "Black & Blue"             |              |         |  |
| 21.                                                                 | "Sometimes It Rains in LA" |              |         |  |
| 22.                                                                 | "On Your Mind"             |              |         |  |

Notas
- ↑a  Significa um co-produtor
- ↑b  Significa um produtor adicional
- ↑c  Não incluída da edição digital
- ↑d  Separadas em duas faixas diferentes na edição digital

## Desempenho comercial

### Paradas musicais
| Tabela musical (2017)                   | Melhor posição |
| --------------------------------------- | -------------- |
| Bélgica (Ultratop Flandres)             | 26             |
| Bélgica (Ultratop Valônia)              | 75             |
| Países Baixos (Dutch Charts)            | 39             |
| Alemanha (Offizielle Deutsche Charts)   | 85             |
| Irlanda (IRMA)                          | 6              |
| Itália (FIMI)                           | 74             |
| Nova Zelândia Heatseekers Albums (RMNZ) | 3              |
| Escócia (Official Scottish Albums)      | 1              |
| Reino Unido (Official Albums Chart)     | 1              |